# Robert Maschio
Robert Maschio (New York, 25 augustus 1966) is een Amerikaans acteur. Hij is vooral bekend van zijn rol Dr. Todd (ook wel: The Todd) in de Amerikaanse ziekenhuisserie Scrubs.

## Filmografie

### Films
- A Holiday Heist (2011) - Harley
- The Putt Putt Syndrome (2010) - Frank
- Desertion (2008) - Michael Sheridan
- Date or Disaster (2003) - Touch Johnson

### Televisie
- Men at Work (2013) - dr. Fleming (1 aflevering)
- As the World Turns (2006) - Louis Browning (16 afleveringen)
- Veronica Mars (2005) - Sports Guy (1 aflevering)
- Cuts (2005) - Tommy (1 aflevering)
- Scrubs (2001-2009) - Dr. Todd 'The Todd' Quinlan (127 afleveringen)
- Spin City (2001) - Officer Carney (1 aflevering)
- Battery Park (2000) - Sketch Artist (1 aflevering)